# Histoire des luttes pour le logement en France
 (octobre 2007).
Si vous disposez d'ouvrages ou d'articles de référence ou si vous connaissez des sites web de qualité traitant du thème abordé ici, merci de compléter l'article en donnant les références utiles à sa vérifiabilité et en les liant à la section « Notes et références ».
 (octobre 2007).
En France, la plus ancienne association de défense des locataires est la Confédération nationale du logement (CNL), fondée durant la Première Guerre mondiale. À partir de 1945, les luttes du logement se développent à nouveau en raison de la pénurie consécutive aux destructions, à la carence de construction des années antérieures et à la rapide augmentation de la population urbaine. Le parc de logements souffre aussi de sa vétusté et sa gestion de l'absence d'investissement de la part des propriétaires. La crise du logement s'aggrave par la suite, étant l'une des causes principales conduisant des personnes à la rue.

## Le logement: une crise permanente
Depuis 1914, les loyers sont contrôlés et, dans les faits, bloqués. La construction est anémique pendant l'entre-deux-guerres. La guerre et l'intensification de l'exode rural réduisent l'offre et augmente la demande. 

### Dans l'immédiat après-guerre
Une partie importante de la population est alors contrainte de partager entre deux générations des logements (parfois insalubres, parfois mis à disposition par les employeurs, etc.), des garnis ou des bidonvilles. Il faut attendre plusieurs années pour obtenir un logement en HLM.
L'État n'intervient pas alors directement dans la construction de logement : le ministère de l'Urbanisme et de la Reconstruction (MRU) et le premier plan de 1947-1953 élaboré par l'équipe de Jean Monnet réservent les investissements à la réparation et au développement des équipements de production. L'action gouvernementale se limite à l'hébergement d'urgence et à l'ébauche d'une première réglementation du marché immobilier (loi de 1948) ; en fait, contrairement aux apparences, il s'agit d'une dérèglementation, la nouvelle loi étant moins restrictive que les conditions antérieures : le consensus général était que le blocage avait sinistré la construction, certes protégé les précédents locataires, mais au prix d'une exclusion du marché pour les nouveaux entrants.
En théorie, l'État peut aussi réquisitionner des logements vacants signalés à ses services, mais face aux obstacles administratifs qui freinent la mise en œuvre de cette loi, apparaît un premier mouvement militant, le mouvement squatteur qui procède à l'occupation « anarchiste » - c'est-à-dire déjà illégale - de logements vides.
Initié par le Mouvement populaire des familles, lui-même issu de la Jeunesse ouvrière chrétienne (J.O.C.), le mouvement Squatteur naît à Marseille avant de gagner d’autres villes de province. En cinq ans, quelque 5 000 familles sont ainsi relogées. Ces occupations s'accompagnent d'une campagne dans la presse, notamment catholique (Esprit mais aussi Monde Ouvrier), et d'une action militante qui sensibilise l’opinion publique à la question de la crise du logement. Plusieurs procès ont lieu où s'opposent le droit de propriété et l'argument de nécessité.
Les années 1950-1960 seront aussi celles des Castors, un mouvement coopératif d'autoconstruction, qui tente de pallier l'insuffisance de la construction : les Castors, comme leur nom l'indique, construisent - à plusieurs - leurs maisons.
L'hiver de 1954 se montre particulièrement rigoureux : la Marne gèle en février et on dénombre des morts de froid dans leur sommeil. L'Abbé Pierre lance son appel à une « insurrection de bonté » avec le mouvement Emmaüs, créé en 1949 à Neuilly-Plaisance, et qui se développe grâce aux dons consécutifs à cet appel. Le succès de cette opération encourage la construction de logements sociaux engagée par le gouvernement. Il en résultera de grands ensembles dont les sociologues et urbanistes s'inquiètent déjà, mais qui représentent par rapport aux conditions de logement de l'époque (la majorité des Français se lavait alors avec une cuvette et un broc d'eau froide, avec un seul bain hebdomadaire d'eau chaude dans un tub ou un cuvier) une augmentation de confort bien accueillie.

## Luttes pour le logement des années 1970 aux années 1990
Dans les années 1970, les luttes du logement se radicalisent dans la foulée des mouvements révolutionnaires : les squats se multiplient alors dans toute l'Europe de l'Ouest. De 1975 à 1980, une longue grève des loyers opposent aussi les plus mal loti, les travailleurs immigrés originaire du Maghreb ou d'Afrique noire qui vivaient aux foyers de travailleurs migrants , au principal gestionnaire de ce type de logement l'étatique Sonacotra. Ces grèves consistent souvent en autoréduction des loyers, par refus des augmentations prévues et seront un des conflits les plus longs et des plus durs de ces années mais, en dépit des pertes financières importantes subie par la Sonacotra et des « troubles importants à l'ordre public » qu'elle provoquèrent selon l'État qui fit procéder à dix-huit expulsions du territoire, elle ne remirent que peu en cause la gestion du logement des plus pauvres par la Sonacotra, qui a vu s'élargir ses missions avec l'extension de la précarité.
Dans les années 1980, de nombreux squats ouvertement politiques sont liés aux mouvements libertaires et autonomes et affichent clairement leur volonté de créer des foyers de subversion en rupture avec le capitalisme. À partir de 1987, certains États commencent à expulser de manière systématique tous les squats politiques (directive de Trevi).
En France, plusieurs collectifs se créent pour défendre le droit au logement : le Comité des mal-logés (1987-1994),,  DAL (Droit au logement, 1990), la Coordination des sans-abris (1993-1995), le Comité actions logement (CAL)... Daniel Hentzé, le président de l'association Paris solidarité métro (créée en 1990 par des sans-abris), ne parvient pas à recueillir un nombre de signatures suffisant pour se présenter aux élections présidentielles. 
Certaines associations comme Emmaüs, la Confédération nationale du logement, ou Droit au logement, sont hostiles aux squats et préfèrent négocier des relogements avec les autorités. À l'opposé, le Comité des Mal-Logés et la Coordination des sans-abris (de tendance anarchiste) se distinguent en occupant plusieurs immeubles parisiens. Au mois de décembre 1993, la Coordination des sans-abris occupe ainsi à Paris un immeuble de l'avenue de Breteuil, dans le 7e arrondissement. Expulsés durant l'été, les squatters s'installent alors au 9 rue Saint-Sauveur (2e arrondissement). La Coordination des sans-abris disparaît au début de l'année 1996 et les habitants de la rue Saint-Sauveur sont expulsés quelques mois plus tard. Une autre voie est ouverte par des associations comme Solidarités nouvelles pour le logement regroupant des citoyens se cotisant pour créer et subventionner des logements sociaux, tout en accompagnant les locataires dans leur réinsertion. 
En décembre 1994, le DAL occupe un immeuble vacant de la rue du Dragon, avec l'appui de l'abbé Pierre, de Léon Schwartzenberg, d'Albert Jacquard, de Jacques Gaillot, et de l'avocat Jean-Jacques de Felice, pour héberger des mal-logés. Depuis cette époque, en 1994, on dénombre régulièrement 120.000 logements vacants à Paris, et plus d'un million dans toute la France,. À la suite de cette action très médiatisée, le préfet de Paris décide d'appliquer la loi de réquisition qui lui permet d'installer dans des logements vacants depuis plus de six mois des mal-logés, pour une durée temporaire d'un an (renouvelable six mois), en échange d'une indemnité versée au propriétaire.

## Années 2000
Les années 2000 ont vu une multiplication des collectifs et des associations luttant sur la question du logement : « Mal-Logés Sans Frontières », « Mal-Logés En Colère », « Macaq », Jeudi Noir, Les Enfants de Don Quichotte, Mal-Logés En Lutte... 
L'année 2007 a été marquée par les campements de sans-abris initiés par les « Enfants de Don Quichotte », avec en particulier à Paris le campement du canal Saint-Martin et la grève de la faim des sans-papiers sans-abris.
À Paris, en 2008, le collectif « Mal-Logés En Colère » a notamment dénoncé les ventes par la SOVAFIM (créée pour gérer le patrimoine immobilier de l'État) de l'hôtel Saint-Lazare au fonds de pension Westbrook et de l'entrepôt Mac Donald (ZAC Claude Bernard, 19e arrondissement) au groupe immobilier Icade[réf. nécessaire].